# سد موتوساوا
سد موتوساوا  هو سد ترابي يقع في محافظة ياماغاتا في اليابان. يستخدم السد للري. تبلغ مساحة مستجمعات المياه في السد 19.6 كيلومترًا مربعًا. يحجز السد حوالي 2 هكتار من الأرض عندما يمتلئ ويمكنه تخزين 157 ألف متر مكعب من المياه. بدأ بناء السد في عام 1991 واكتمل في عام 2004. 